# 라울 뒤피
라울 뒤피(프랑스어: Raoul Dufy, 1877년 6월 3일 ~ 1953년 3월 23일)는 프랑스의 화가다. 회화, 판화, 도예, 조각, 벽화, 서적 삽화, 태피스트리, 패션 디자인, 연극 무대 장식, 실내 장식 등 방대한 영역에 걸쳐 수많은 작품을 남겼다.

## 생애
1877년 르 아브르에서 태어난 뒤피는 23세에 파리로 나와 오로지 인상파의 드가를 생각하게 하는 그림을 약간 어두운 색조로 그렸다. 라울 뒤피가 자기의 묘화 과제에 대하여 스스로 계발(啓發)된 계기는 마티스의 작품 《호사·정밀·쾌락》을 접한 때라고 한다. 그는 이렇게 말하고 있다. "이 그림을 보고 나는 그린다고 하는 참다운 의미를 파악할 수 있었다. 정말 놀라운 발명이라 할 이 그림을 바라보고 있으면 인상주의적인 리얼리즘의 매력은 흔적도 없이 날아가 버린다."
포비슴의 운동에 참가한 후부터 그는 자랑으로 여긴 속필(速筆)을 유감없이 구사하여 삶의 기쁨을 다채롭게 표현하는 화가가 되었다. 보트 경주, 수욕장 풍경, 길거리 축제 등 환희의 소리가 울리는 장소와 장면은 그가 애호하는 모티브가 되었다. 그 후에 그는 퀴비슴으로 접근했으며, 한때는 화상(畵商)도 위험시하는 실험가인 척도 하였지만 그 금욕적인 분석과 구성의 수법은 결국 그의 기질과 맞지 않아 그는 또다시 자칭 '바캉스의 화가'로 회귀하였다. 특히 그는 생활을 위하여 디자인을 하는 일에도 손을 대어 장식 미술가로서도 높이 평가를 받아 그 힌트에 의하여 회화도 충실하였다.

## 관련 논문, 저서
- 김영아, 〈라울 뒤피(Raoul Dufy)의 작품에 나타난 통합의 세계〉,  이화여자대학교 대학원 미술사학 석사학위 논문, 2002년 2월
- 이향원, 〈라울 뒤피 작품의 표현특성 연구〉, 강원대학교 교육대학원 미술교육 전공 석사학위 논문, 2005년 2월
- 최옥수, 〈라울 뒤피의 직물 문양에 나타난 예술적 특성〉, 《조형디자인연구》 15-3, 사단법인 한국조형디자인협회, 2012년
- 안은정, 〈라울 뒤피의 텍스타일 디자인 색채 특성 연구〉. 《기초조형학연구》 16-1, 한국기초조형학회, 2015년
- 이소영, 《이것은 라울 뒤피에 관한 이야기》, 알에이치코리아, 2023년

## 참고 문헌
- 이 문서에는 다음커뮤니케이션(현 카카오)에서 GFDL 또는 CC-SA 라이선스로 배포한 글로벌 세계대백과사전의 내용을 기초로 작성된 글이 포함되어 있습니다.